# Дуб Гоголя в Кагарлику
Дуб Гоголя — ботанічна пам'ятка природи місцевого значення. Розташована у м. Кагарлик Київської області.
Площа — 0,01 га, статус отриманий у 2017 році.
Унікальний екземпляр дуба черещатого віком біля 350 років. На висоті 1,3 м стовбур дерева має в охопленні 4 м і висота дерева 30 м. Росте в парку м. Кагарлик, Київська область, недалеко від входу в парк з боку вул. Шевченка і базару. За легендою, під цим дубом любив відпочивати М. В. Гоголь, буваючи в гостях у господаря парку — землевласника Д. Трощинського. Дерево має кілька сокоточуючих ран.

## Галерея

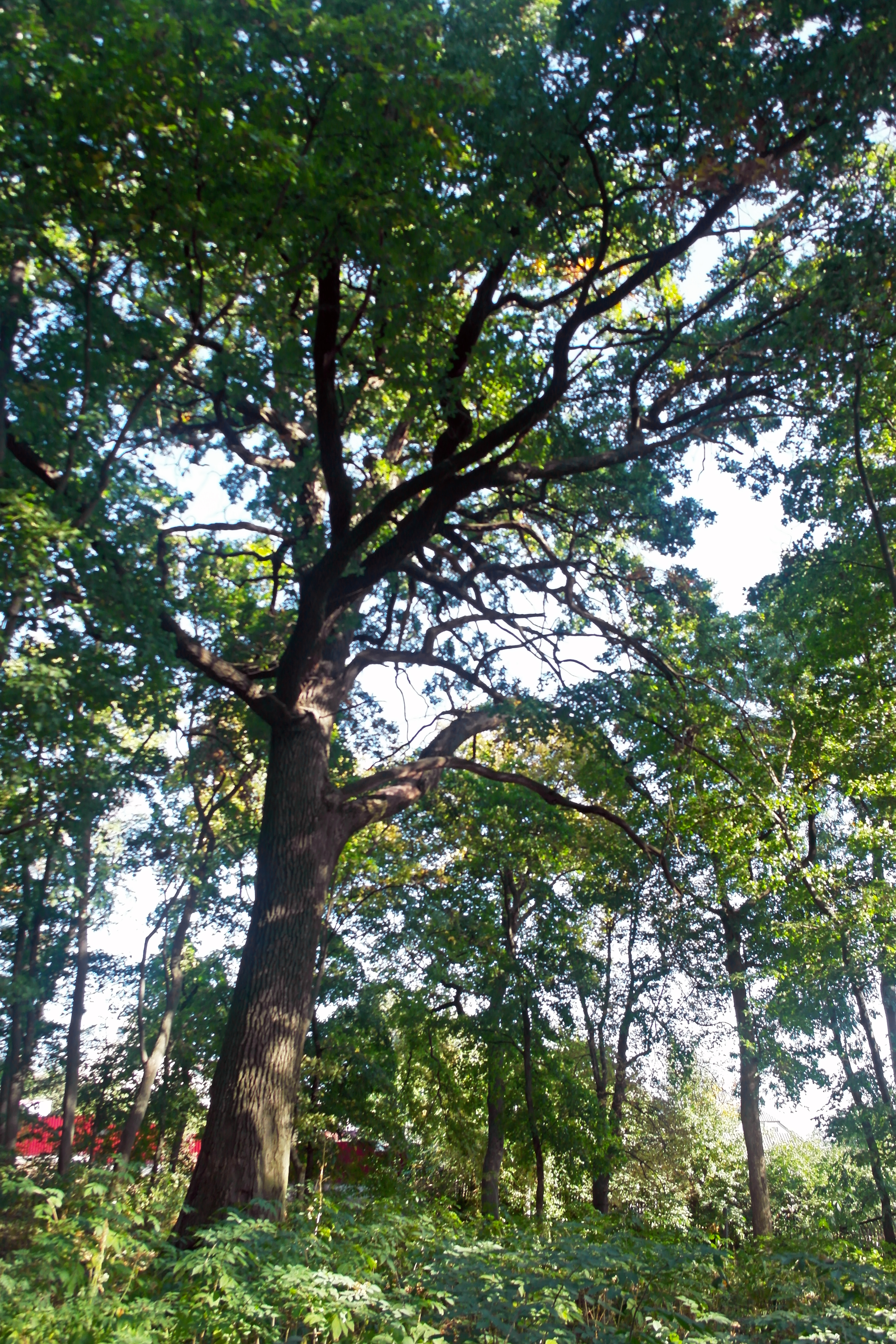
Дуб Гоголя, м. Кагарлик
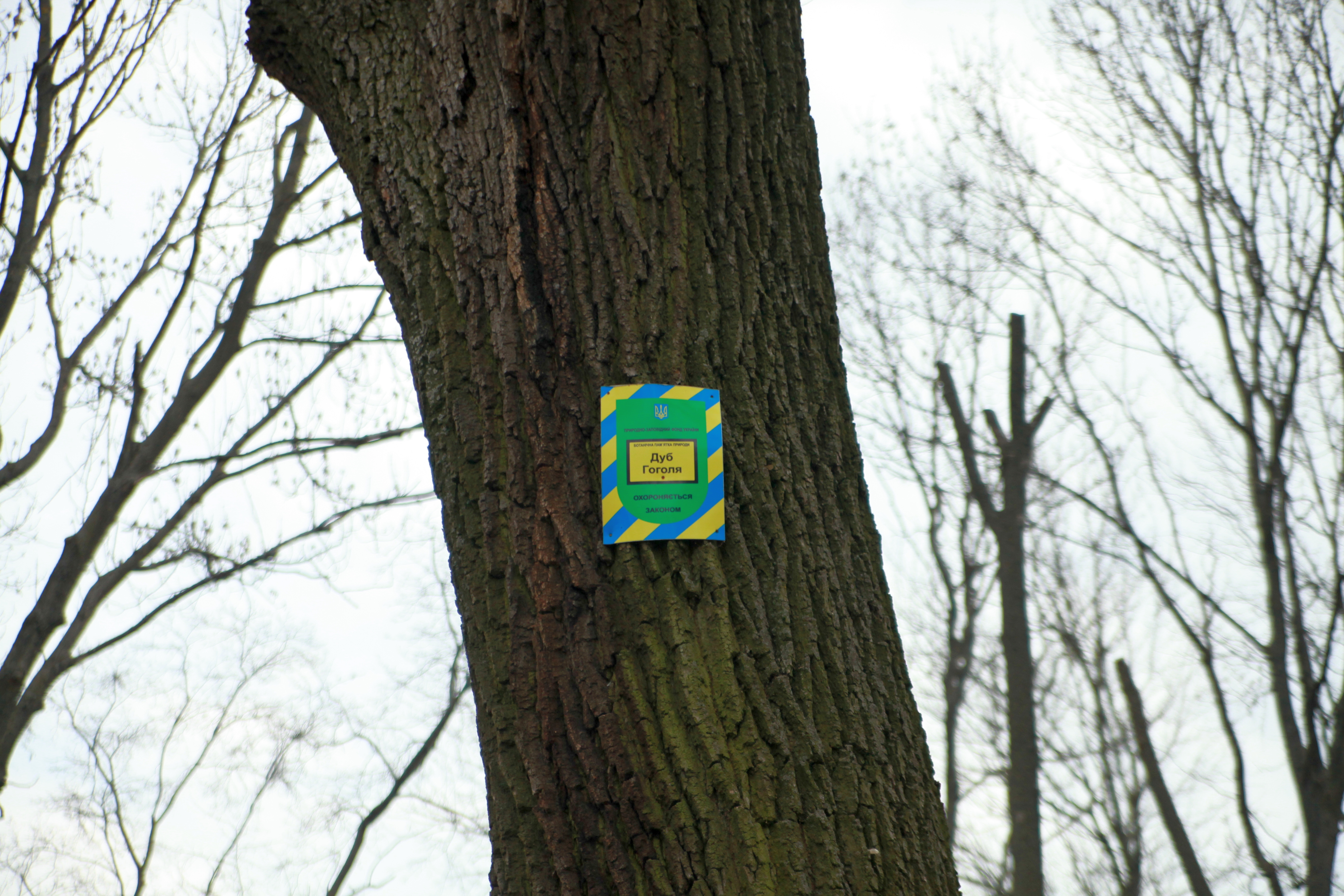
Табличка
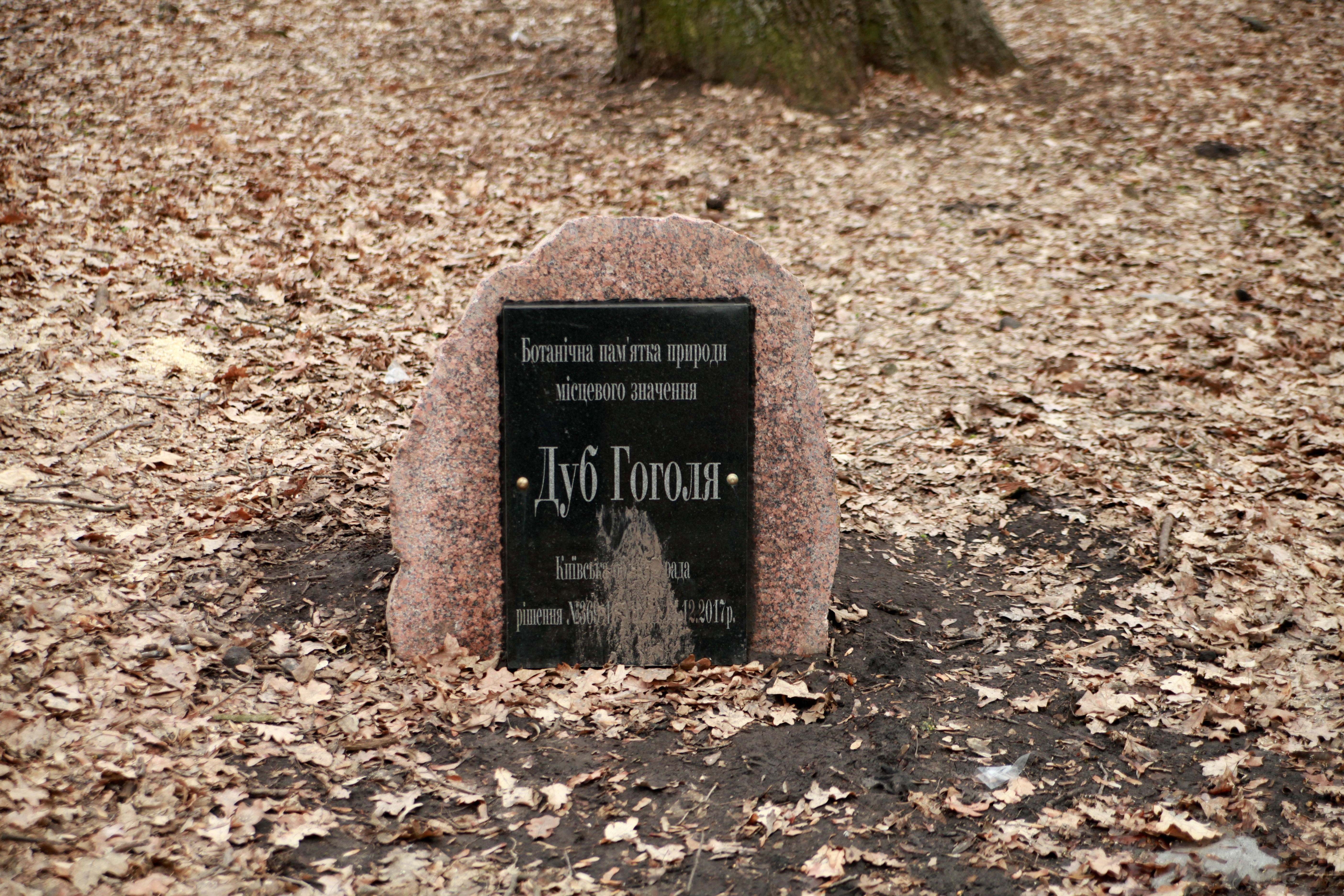
Пам'ятник
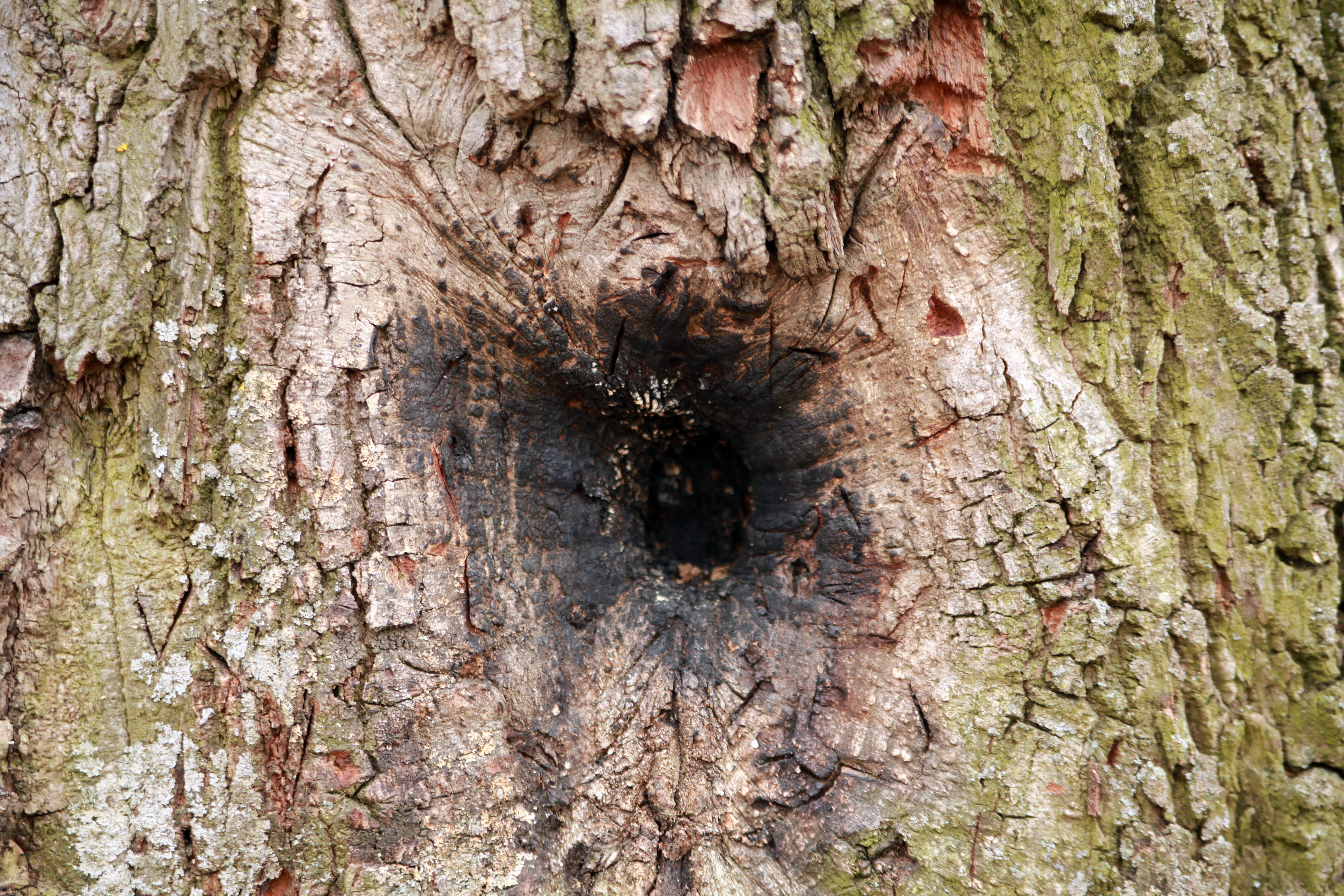
Дупло